# Великоритська волость
Великоритська волость — адміністративно-територіальна одиниця Берестейського повіту Гродненської губернії Російської імперії. Волосний центр — село Великорита.
Станом на 1885 рік складалася з 21 поселення, 7 сільських громад. Населення — 4348 особи (2170 чоловічої статі та 2178 — жіночої), 257 дворових господарств.
|                     | Площа, десятин | У тому числі орної, десятин |
| ------------------- | -------------- | --------------------------- |
| Сільських громад    | 4769           | 2397                        |
| Приватної власності | 19383          | 2206                        |
| Казенної власності  | 11124          | 232                         |
| Іншої власності     | 623            | 160                         |
| Загалом             | 35899          | 4995                        |

Основні поселення волості:
- Великорита — колишнє власницьке село за 32 версти від повітового міста, 1022 особи, 68 дворів, православна церква, школа, постоялий будинок. За версту — садиба Руда. За 8 верст — залізнична станція Александія Берестсько-Гродненської залізниці.
- Заболоття — колишнє власницьке село при озері Луковському, 297 осіб, 18 дворів, православна церква.
- Луково — колишнє власницьке село при озері Луковське, 394 особи, 26 дворів, православна церква, школа, постоялий будинок.
- Поржежино — колишнє власницьке село, 699 особа, 60 дворів, православна церква, школа, 2 постоялих будинки, вітряний млин.
- Чередні — колишнє власницьке село, 351 особа, 24 двори, православна церква, кузня, постоялий будинок.

## У складі Польщі
Після окупації поляками Полісся волость називали ґміна Вєлькорита і включили до Берестейського повіту Поліського воєводства Польської республіки. Центром ґміни було село Великорита.
Розпорядженням Ради Міністрів 19 березня 1928 р.: 
- територія ліквідованої ґміни Мокрани Кобринського повіту (за винятком сіл Осова і Ляховці) включена до ґміни Вєлькорита Берестейського повіту, натомість вилучені з ґміни Вєлькорита поселення — села: Черняни, Гута Шкляна і Малинівка та колонії Черняни, Новий Двір і Старий Двір і включено їх до ґміни Новосюлкі Кобринського повіту.

15 січня 1940 р. ґміни ліквідовані через утворення районів.